# Сімплекс Нтхала
Сімплекс Нтхала (англ. Simplex Nthala, нар. 24 лютого 1988, Блантайр) — малавійський футболіст, що грав на позиції воротаря.
Виступав, зокрема, за клуб «Майті Вондерерз», а також національну збірну Малаві.

## Клубна кар'єра
У дорослому футболі дебютував 2008 року виступами за команду «Майті Вондерерз», у якій провів три сезони. 
Згодом з 2011 по 2018 рік грав у складі команд «Ліга Деспортіва», «Віланкулу», «Ферроваріу ді Нампулу», «Машакене» та «Ферроваріу ді Мапуту».
Завершив ігрову кар'єру у команді «Дешпортіву ді Мапуту», за яку виступав протягом 2019 року.

## Виступи за збірну
У 2009 році дебютував в офіційних матчах у складі національної збірної Малаві.
У складі збірної був учасником Кубка африканських націй 2010 року в Анголі.
Загалом протягом кар'єри в національній команді, яка тривала 7 років, провів у її формі 31 матч.